# Le Huitième Jour
Le Huitième Jour (em inglês:  The Eighth Day; bra: O Oitavo Dia; prt: Oitavo Dia)
é um filme britano-franco-belga de 1996, dirigido por Jaco van Dormael.

## Sinopse
O filme retrata o cotidiano de dois personagens muito distintos e, ao mesmo tempo, semelhantes. O primeiro, Georges (Pascal Duquenne), com síndrome de Down e o segundo, Harry (Daniel Auteuil), uma pessoa comum, vivendo o cotidiano através de rotinas diárias do amanhecer ao dormir. 
Paralelamente a isso, os personagens enfrentam problemas familiares como divórcio, desapego, amores não correspondidos e profissionais.

## Prêmios
- Festival de Cannes (1996) : Melhor ator para Daniel Auteuil e Pascal Duquenne (vencedores)[3]